# New Iberia
New Iberia – miasto w Stanach Zjednoczonych, w stanie Luizjana, ośrodek administracyjny parafii Iberia.

## Współpraca
Miejscowość partnerska:
- Woluwe-Saint-Pierre, Belgia